# Hội chứng sợ số 13

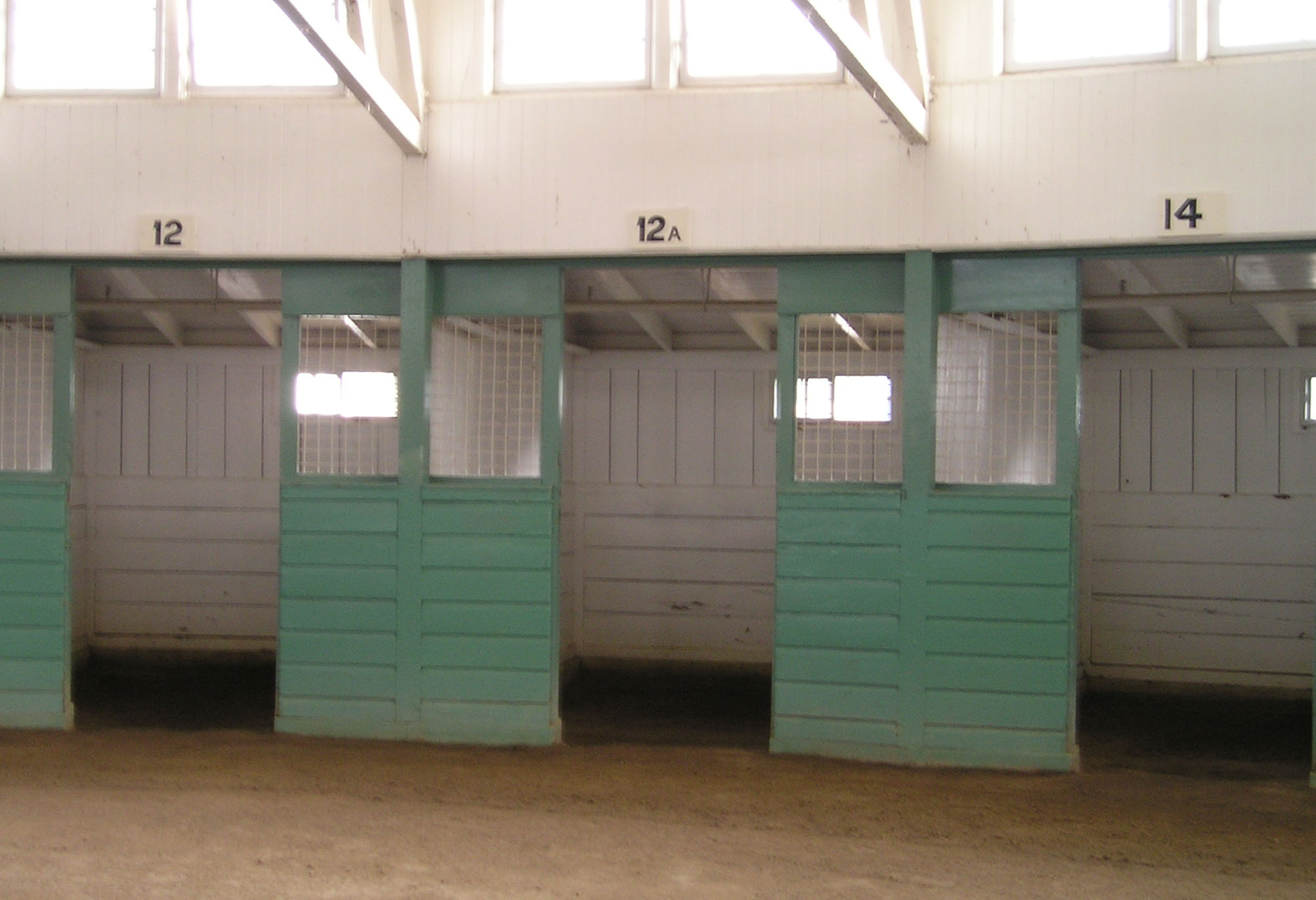
Số gian hàng tại Santa Anita Park đánh số 12 đến 12A đến 14 mà không có số 13

Hội chứng sợ số 13 hay triskaidekaphobia (trong tiếng Hy Lạp tris có nghĩa là "3", kai nghĩa là "và", deka nghĩa là "10" và phobos nghĩa là "sợ hãi" hoặc "sợ bệnh hoạn") là sự sợ hãi số 13 và tránh sử dụng nó. Đây là một sự mê tín và liên quan đến câu chuyện về Judas, nhân vật thứ 13 của buổi Tiệc Ly, đã phản bội chúa Giê-su và cuối cùng đã treo mình tự vẫn. Đây cũng là một lý do của nỗi sợ thứ Sáu ngày 13 (paraskevidekatriaphobia, từ Paraskevi nghĩa là thứ Sáu trong tiếng Hy Lạp; hoặc friggatriskaidekaphobia, Frigg là tên một nữ thần thần thoại Bắc Âu, là nguồn gốc của từ "thứ Sáu" trong tiếng Anh).
Thuật ngữ này lần đầu tiên được sử dụng bởi Isador Coriat trong cuốn Tâm lý bất thường.